# Filippo Baggio
Filippo Baggio (Cittadella, 5 giugno 1988) è un ex ciclista su strada italiano, professionista dal 2010 al 2014.

## Carriera
Originario del padovano, gareggia nella categoria Dilettanti Elite/Under-23 per tre stagioni, dal 2007 al 2009, con la divisa della Filmop/Bottoli, squadra vicentina diretta da Mirko Rossato. In questi tre anni gareggia al fianco di altri futuri pro come Adriano Malori, Andrea Grendene, Giacomo Nizzolo e Matteo Pelucchi; consegue quattordici successi, otto dei quali – tra cui Circuito del Porto e Coppa Caivano – nel solo 2009, oltre a dieci secondi posti e sei terzi posti.
Passa professionista all'inizio del 2010 tra le file della Ceramica Flaminia, formazione Professional Continental laziale di licenza irlandese, ma quell'anno non va oltre un settimo posto in una tappa al Giro di Slovenia. Nel 2011 passa alla De Rosa-Ceramica Flaminia, conseguendo due piazzamenti nei primi cinque, quinto al Gran Premio Costa degli Etruschi e nella tappa di Montecchio Maggiore al Giro di Padania; l'anno dopo, con la divisa Utensilnord-Named, è invece terzo al Gran Premio Costa degli Etruschi e sesto al Giro della Provincia di Reggio Calabria.
Nel 2013 passa alla Ceramica Flaminia-Fondriest di Simone Borgheresi: in stagione si piazza secondo in una tappa del Giro della Regione Friuli Venezia Giulia e in una tappa della Boucles de la Mayenne, e terzo alla Coppa Bernocchi. Nel 2014 corre quindi, sempre sotto la direzione di Borgheresi, alla Nankang-Fondriest: miglior piazzamento stagionale è un podio di tappa al Paris-Arras Tour.

## Palmarès
- 2008 (Dilettanti Elite/Under-23, Filmop-Ramonda-Bottoli, sei vittorie)

Firenze-Modena
Coppa Città di Legnano
Medaglia d'Oro Pagani-Landoni
Trofeo Artigiani e Commercianti - Notturna Piombino Dese
Memorial Vincenzo Mantovani
Trofeo Comune di Piadena
- 2009 (Dilettanti Elite/Under-23, Bottoli-Nordelettrice-Ramonda, otto vittorie)

Gran Premio De Nardi
Gran Premio Fiera della Possenta
Piccola Coppa Agostoni
Coppa Comune di Piubega
Circuito del Porto-Trofeo Internazionale Arvedi
Coppa Caivano
Memorial Gino Consigli
Trofeo Comune di Acquanegra sul Chiese - Gran Premio d'Autunno

## Piazzamenti

### Classiche monumento
- Milano-Sanremo

2012: 124º